# Чурапча
Чурапча́ (якут. Чурапчы) — село, административный центр Чурапчинского улуса Якутии. Образует Чурапчинский наслег.

## Этимология
Происхождение слова «Чурапча» вызывает определённые споры. Так, топонимист Багдарын Сулбэ в своей работе «Топонимика Якутии» (Якутск, 1985. Стр. 126) так объясняет этимологию слова «Чурапча»: «Точная этимология слова не установлена. В периодической печати высказано мнение, что, возможно, это есть несколько видоизменённое эвенкийское слово чирипчу — вонючий, грязный. Места эти действительно болотистые. По мнению местных краеведов, слово „Чурапча“ произошло от слова „Чарапчы“, что означает „навес“, „козырёк от солнца“».

## География
Расположено на берегу озера Чурапча, в 177 км к востоку от Якутска по федеральной автодороге «Колыма».
Село Чурапча расположено в пойме реки Куохара, 9 холмах и нескольких аласах.

### Климат
Климат Чурапчи умеренный резко континентальный. Характеризуется очень холодной и продолжительной, с октября по начало апреля, зимой. Лето тёплое, но короткое, длится с начала июня до середины августа. Абсолютный минимум температуры в Чурапче составляет −68,5 °C, одна из самых низких температур (−63,6 °C) отмечалась в январе 1951 года. Средняя температура января −41 °C, июля +19 °C, амплитуда температур января и июля в среднем составляет не менее 60°. Продолжительность светового дня — от 5 часов 10 минут 22 декабря до 19 часов 44 минут 22 июня, среднегодовая продолжительность дня 12 часов 27 минут.

## Население
| 1939    | 1959    | 1970    | 1979  | 1989  | 2002    | 2010    |
| ------- | ------- | ------- | ----- | ----- | ------- | ------- |
| 1657    | ↗2826   | ↗4557   | ↗5210 | ↗6232 | ↗7526   | ↗8769   |
| 2012    | 2013    | 2014    | 2015  | 2016  | 2017    | 2018    |
| ↗8959   | ↗9277   | ↗9456   | ↗9505 | ↗9611 | ↗10 134 | ↗10 177 |
| 2019    | 2020    | 2021    |       |       |         |         |
| ↘10 101 | ↗10 202 | ↗10 342 |       |       |         |         |

## Образование
В Чурапче расположены объекты в области дошкольного и общего образования: 7 детских дошкольных учреждений, 5 общеобразовательных учреждений: Чурапчинская республиканская спортивная средняя школа-интернат им. Д. П. Коркина (ЧРССШИОР), Чурапчинская улусная гимназия имени Степана Кузьмича Макарова, ДЮСШ, СОШ № 1 имени Семёна Андреевича Новгородова, СОШ имени Ивана Михайловича Павлова.
В области высшего и профессионального образования: Чурапчинский государственный институт физической культуры и спорта, Чурапчинский колледж.

## Экономика
Основа экономики — сельское хозяйство (животноводство).
Мясо-молочный комбинат, асфальтобитумный завод, профлист, предприятия лёгкой промышленности.

## Интернет и связь
Мобильную связь и мобильный интернет предоставляют: МТС, МегаФон, Билайн и Yota.
Домашний интернет по телефонный, оптоволоконные линии и радиомодули: Ростелеком (СахаТелеком), Эксперт-Телеком и ТЦТР (только радиомодуль).